# Seulingen
Seulingen là một đô thị thuộc huyện Göttingen, trong bang Niedersachsen, Đức. Đô thị này có diện tích 11,08 km². Đô thị này thuộc Eichsfeld.